# Filipina
Filipina – żeński odpowiednik imienia Filip. Patronką tego imienia jest św. Róża Filipina Duchesne (1769–1852).
Filipina imieniny obchodzi 21 sierpnia, 20 września i 18 listopada.
Według danych z rejestru PESEL (stan na 19 stycznia 2024 r.) imię to jako pierwsze nosi 112 osób, zaś jako drugie 185 osób.
Znane osoby noszące imię Filipina:
- Filipina Brzezińska (1800–1886) – polska kompozytorka i pianistka